# 그래피컬 커널 시스템
그래피컬 커널 시스템(Graphical Kernel System, GKS)은 로우레벨 컴퓨터 그래픽스를 위한 최초의 ISO 표준으로, 1977년 도입되었다. 초안 국제 표준은 1983년 9월 검토를 위해 배포되었다. 최종 표준 승인은 1985년 수행되었다.

## 개요
GKS는 차트 등에 적절한 2차원 벡터 그래픽스의 드로잉 기능 집합을 제공한다. 서로 다른 프로그래밍 언어, 그래픽스 장치, 하드웨어 간 이식이 가능하도록 호출이 설계되어 있어서 GKS를 사용하여 개발한 애플리케이션들은 수많은 플랫폼과 장치에 쉽게 이식이 가능하다.
GKS는 1980년대와 1990년대 초에 컴퓨터 워크스테이션에 일상화되었다.
GKS는 다음의 문서 안에 표준화되었다:
- ANSI 표준 ANSI X3.124 (1985년)
- ISO 7942:1985 standard, revised as ISO 7942:1985/Amd 1:1991 and ISO/IEC 7942-1:1994, as well as ISO/IEC 7942-2:1997, ISO/IEC 7942-3:1999 and ISO/IEC 7942-4:1998
- 언어 바인딩은 ISO 표준 ISO 8651이다.
- GKS-3D (Graphical Kernel System for Three Dimensions) functional definition is ISO standard ISO 8805, and the corresponding C bindings are ISO 8806.

## 참고 자료
- Hopgood, F. R. A. (1983). 《Introduction to the Graphical Kernel System (GKS)》. London: Academic Press. ISBN 0-12-355570-1.
- Laflin, Susan (August 1999). “The Graphical Kernel System”. 《SEM307 Computer Graphics II》. School of Computer Science, University of Birmingham. 2015년 9월 23일에 원본 문서에서 보존된 문서. 2007년 2월 18일에 확인함.
- Encarnação, José L.; Encarnação, L. M.; Herzner, Wolfgang R. (1987). 《Graphische Datenverarbeitung mit GKS》 (독일어) 1판. München / Wien: Carl Hanser Verlag. ISBN 3446149783.
- Bechlars, Jörg; Buhtz, Rainer (1994). 《GKS in der Praxis》 (독일어) 2판. Heidelberg: Springer Verlag. ISBN 3540567852.
- Fellner, Wolf-Dietrich (1992). 《Computergrafik》 (독일어) 2판. Mannheim: BI Wissenschaftsverlag. ISBN 3411151226.
- Gawehn, Wilfried (1991). 《Grafikprogrammierung mit C und GKS》 (독일어). Mannheim: BI Wissenschaftsverlag. ISBN 3-411-14981-7.